# Suicídio e a internet
O suicídio e a Internet têm cada vez maior conexão, visto que, o uso da internet tem-se tornado cada vez mais omnipresente. Vários suicídios na Internet ocorreram e questões envolvendo as redes sociais e o suicídio ganharam alguma atenção. Uma pesquisa descobriu que indivíduos com risco de cometer suicídio e que acessaram a internet para fins relacionados com o suicídio, em comparação com usuários online que não o fizeram, relataram maiores probabilidades de o vir a cometer, foram menos propensos a procurar ajuda e tiveram menos apoio social. Obstáculos jurisdicionais às vezes impedem os governos de restringir efetivamente os sites pró-suicídio e os que descrevem métodos de suicídio. Um site israelense, SAHAR, procurou prevenir o suicídio, fornecendo recursos e apoio para os suicidas. Em 2008, a polícia do Reino Unido expressou preocupação com o fato de que os "cultos da Internet" e o desejo de obter prestígio por meio de memoriais online possam estimular o suicídio.
Embora haja preocupações de que a internet possa ser uma plataforma perigosa, onde pessoas suicidas podem encontrar métodos ou incentivos para se matarem, pesquisas mostraram que a Internet tem mais probabilidade de ter uma influência positiva do que negativa.